# Twerska Suworowska Szkoła Wojskowa
Twerska Suworowska Szkoła Wojskowa (ros. Тверское суворовское военное училище) – specjalistyczna szkoła w ZSRR i Rosji dla młodzieży w wieku szkolnym, odpowiednik liceum wojskowego; utworzona w 1943 w Kalininie jako Kalinińska Suworowska Szkoła Wojskowa (ros. Калининское суворовское военное училище (КлСВУ)).
Obecnie funkcjonuje pod nazwą Twerska Suworowska Szkoła Wojskowa.